# 北門街 (新竹市)

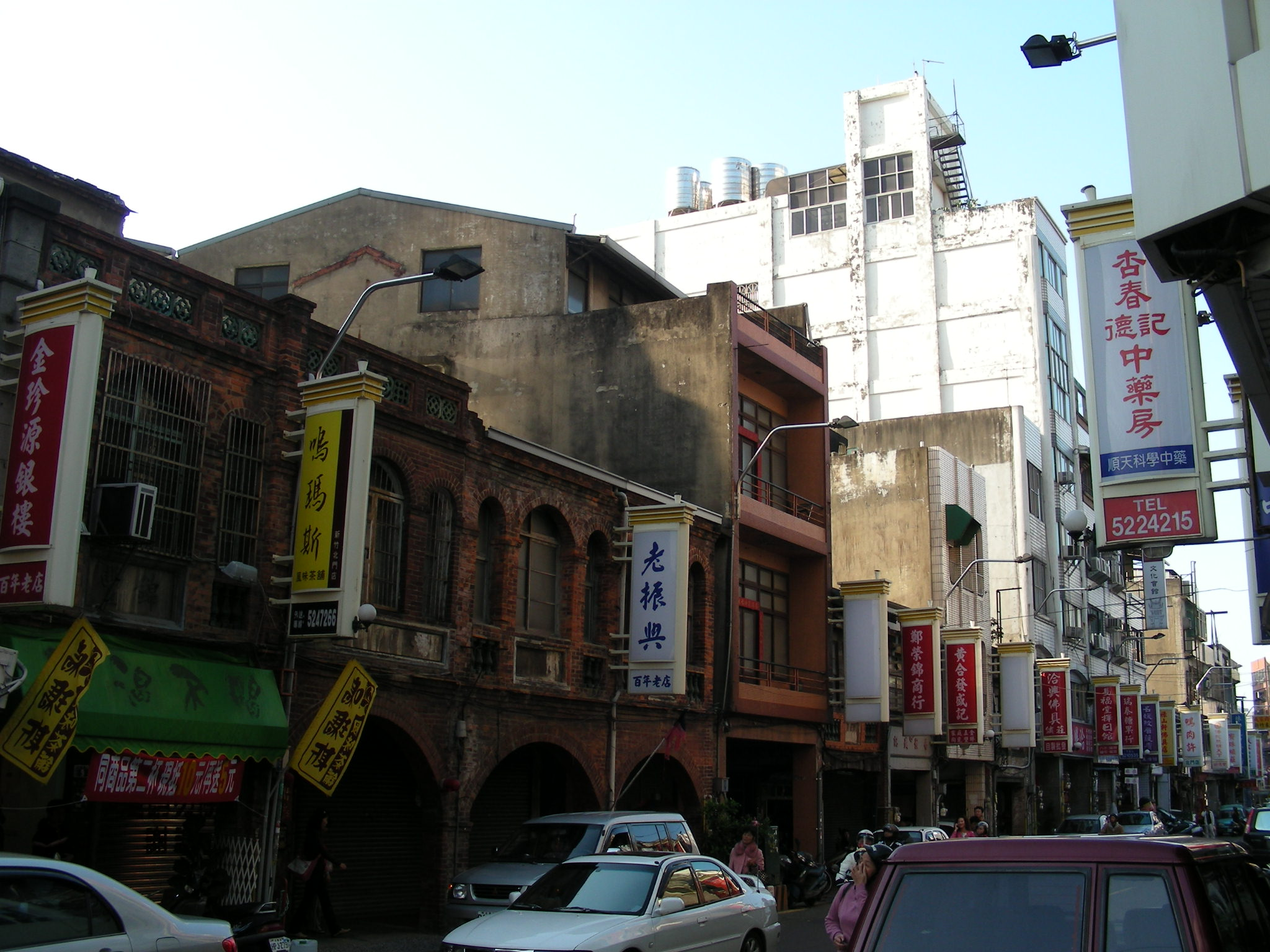
北門街靠近城隍廟端一景

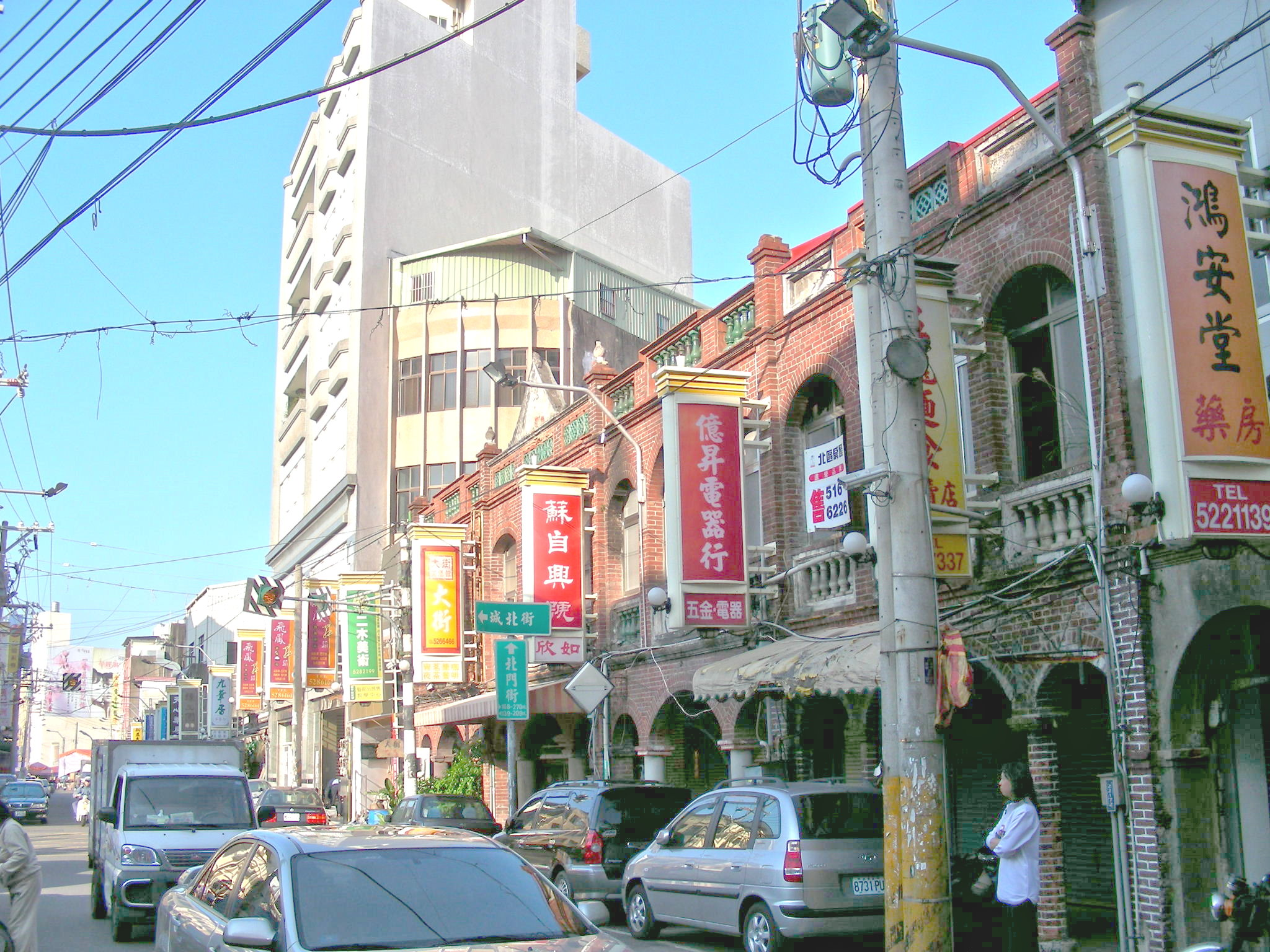
北門街一景

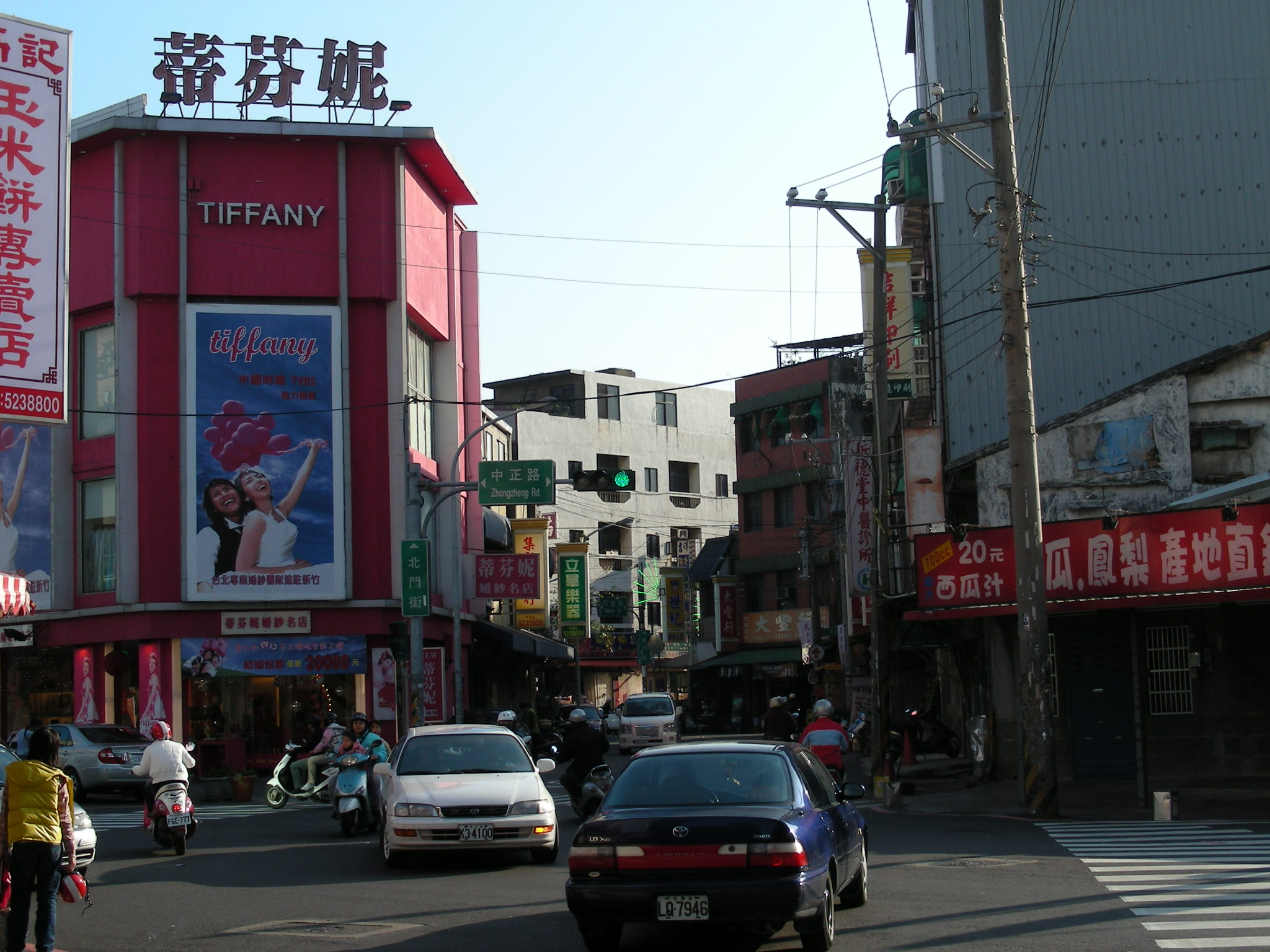
北門街末端

北門街是一條位於新竹市北區的街道，為新竹市最早的商業街。北門街有兩種不同範圍的指稱：其一為目前的北門街，從城隍廟口向北延伸經長和宮到中正路，接水田街，長約0.76公里。

## 歷史

### 清代
在清代，北門大街為竹塹城中心向北出城的道路，是竹塹通往艋舺的官道（臺灣南北縱貫公路前身）的一部分，也是城內通往海運交通的舊港的交通路線。北門大街最繁榮始於清代，是清代至日治時期新竹市最重要的商業中心。北門大街因有郊商，成為北台灣兩岸貿易貨物集散地。大陸的貨物由舊港上岸，運到北門街長和宮，再由此轉運到其他地方。

### 災害
北門大街曾發生兩次祝融之禍，兩次大火將新竹市最早發展的商業區幾乎燒盡。1886年清代晚期，由靠城隍廟端的北鼓樓延燒附近商家。日治初期1901年發生第二場大火，由靠近長和宮的金德美商隍廟號延燒，新竹城北門拱辰樓也在此次大火中燒毀。

### 城市重心遷移
至日治時代中葉，因都市計畫將都市重心移轉至東門，行政中心與日人社區於東區發展，驛前大道的開通、火車站的使用率提升以及新竹機場開闢，北門大街的重要性逐漸由驛前大道（今中正路）所取代。沿線的長和宮、鄭氏家廟、鄭用錫宅第(進士第)、明志書院、開北臺拔元徵士第遺址、水仙宮均為歷史悠久的古蹟。

## 文化

### 鄉土信仰
新竹，昔日稱為竹塹，自古便流傳有關鯉魚穴的傳說。傳說中的魚嘴位於觀音亭，魚身延伸至城隍廟，其中北門街與中正路交叉處的城隍廟前廣場矗立著數尺高的龍鯉魚雕像，最後鯉魚穴的魚尾則位於北門街的長和宮。數百年來，此地文人墨客輩出，如開台進士鄭用錫的宅第就位於位於北門街。此外，台灣第一位諾貝爾獎得主，李遠哲先生的祖居，也坐落在城隍廟附近的武昌街。

## 外部連結
- 北門大街 虛擬實景
- 微笑台灣：北門街 穿梭百年時光隧道 （页面存档备份，存于）